# Adriana Poli Bortone
Adriana Poli Bortone (née le 25 août 1943 à Lecce) est une personnalité politique italienne membre d'Alliance nationale, ancienne secrétaire féminine du Mouvement social italien, ministre de l'Agriculture de 1994 à 1995 dans le premier gouvernement de Silvio Berlusconi.

## Biographie
Maire de Lecce de 1998 à 2007, elle fut députée au Parlement européen de 1999 à 2008, avant d'être élue au Sénat de la République. Depuis février 2009, elle préside le parti Io Sud. 
Le 9 avril 2014, Adriana Poli Bortone annonce son adhésion au parti Frères d'Italie - Alliance nationale, juste après avoir contribué à fonder Droites unies auxquelles Frères d'Italie est opposé.

## Note
1. ↑  (it) « Adriana Poli Bortone sceglie Fratelli D'Italia-An. Meloni «orgogliosi di averla con noi» », sur LecceNews24.it, 9 avril 2014 (consulté le 3 janvier 2016)